# 네바 (비디오 게임)
네바(Neva)는 노마다 스튜디오(Nomada Studio)가 개발하고 디볼버 디지털이 배급한 퍼즐 플랫폼 게임이다. 어둠에 물든 세상에서 늑대 동반자 네바와 함께 4계절을 여행해야 하는 젊은 여성 알바의 이야기를 다룬다. 이 게임은 2024년 10월에 마이크로소프트 윈도우, macOS, 닌텐도 스위치, 플레이스테이션 4, 플레이스테이션 5, Xbox Series X/S로 출시되었다.

## 게임플레이
이 게임은 젊은 여성 알바가 어둠의 세력에 의해 오염된 세상을 탐험하고 정화하면서 늑대 동반자 네바와 평생의 유대감을 형성하는 이야기를 다룬다. 이 게임은 네바가 어린 늑대 새끼에서 완전히 자란 성체로 성장하는 여러 챕터로 나뉜다.
네바는 횡스크롤 플랫폼 게임으로, 플레이어는 환경 퍼즐을 풀고 어둠의 생명체와 싸워 진행해야 한다. 플레이어 캐릭터는 알바를 조종하며, 알바는 네바의 이름을 불러 플레이어가 원하는 위치로 이동하도록 유도할 수 있다. 네바는 전투 시스템을 갖추고 있다. 알바는 검을 장비하고 있으며, 수평 베기와 수직 베기라는 두 가지 기본 전투 동작을 가지고 있다. 또한 점프, 이중 점프, 짧은 공중 돌진, 적의 공격 회피도 할 수 있다. 공격을 연속으로 연결하면 알바의 잃은 체력이 서서히 재생된다. 각 레벨에서 치유 돌무지를 찾을 수도 있다. 알바의 기술은 업그레이드할 수 없지만, 네바는 더 강해져 전투와 이동 모두에서 알바를 돕는다.

## 개발
네바는 스페인 게임 개발사 노마다 스튜디오의 두 번째 게임으로, 그리스 (2018)에 이은 작품이다. 스튜디오는 이 프로젝트를 위해 더 큰 팀을 꾸렸으며, 게임의 길이는 그리스의 약 두 배였다. 그리스와 마찬가지로 이 게임에는 알바가 네바의 이름을 다양한 억양으로 부르는 것을 제외하고는 거의 대화가 없었다. 팀은 게임이 대사 없이 진행되는 것이 플레이어가 게임의 사건을 자유롭게 해석할 여지를 남긴다고 느꼈다. 이야기는 원래 두 인간을 중심으로 전개되었지만, 팀은 네바의 초기 초안에 감명을 받아 이 계획을 폐기했다. 모노노케 히메는 게임의 시각적 디자인에 중요한 영감을 주었다. 이전 게임인 그리스와 달리 이 게임은 전투 시스템을 특징으로 하지만, 팀은 모든 플레이어가 게임에 쉽게 접근할 수 있도록 스토리 모드를 도입했다.
노마다 스튜디오의 설립자인 Adrian Cuevas에 따르면, 팀은 부모와 자녀의 관계, 이러한 관계가 시간이 지남에 따라 점진적으로 어떻게 변화하는지, 그리고 "자녀가 성장하고 변화함에 따라 부모가 아이를 키울 때 어떻게 느끼는지"를 탐구하고 싶었다. 팀은 아이를 키운 자신의 경험에서 영감을 받았다. 4개의 챕터로 나뉜 이 게임에서 네바는 소심한 어린 늑대 새끼에서 위험에 뛰어들기를 열망하는 십대, 그리고 완전히 성장한 성체로 천천히 변한다. 네바는 많은 새로운 능력을 얻지만, 알바의 핵심 능력은 게임 내내 변하지 않았다. 팀은 플레이어가 복합적인 감정을 느끼기를 원했다. 네바의 생명이 위협받을 때 두려움을 느끼고, 네바가 잘했을 때 기뻐하는 것이다. 게임 속 적들은 지구가 직면한 환경 문제에서 영감을 받았다. 그들은 아이들을 키우면서 가질 수 있는 두려움의 구현이다. 게임의 초기 부분은 더 즐거운 분위기였지만, 후기 부분은 이러한 타락으로 인해 두 캐릭터 모두 위협받는다는 점을 대조적으로 보여주었다.
네바는 2023년 5월 노마다 스튜디오와 배급사 디볼버 디지털에 의해 발표되었다. 이 게임은 2024년 10월 15일에 Windows PC, macOS, 닌텐도 스위치, 플레이스테이션 4, 플레이스테이션 5, Xbox Series X/S로 출시되었다.

## 평가
네바는 리뷰 애그리게이터 메타크리틱에 따르면 "대체로 호의적인 평가"를 받았다. 오픈크리틱에 따르면 50명의 비평가 중 94%가 이 게임을 추천했다.
가디언의 Keza MacDonald는 이 게임을 칭찬하며 "비범한 시각 효과와 우아한 애니메이션", "가슴을 꽉 조이는 효과적인 음악"을 극찬했다. 그녀는 또한 게임의 계절이 각기 다른 분위기와 게임플레이 도전을 가지고 있어 서로 다르다는 점을 높이 평가했다. 그녀는 이 게임을 저니와 비교하며 짧은 플레이 시간 동안 강렬한 감정을 불러일으키는 능력을 칭찬했다. 폴리곤의 Nicole Carpenter는 전투가 "단순한 도전의 요소라기보다는 알바와 네바의 관계 진화를 보여준다"고 썼으며, 게임의 플레이 시간은 "영적인" 동시에 "황홀하게 아름다운" 게임에 적합하다고 평가했다. 롤링 스톤의 Christopher Cruz는 네바를 "2024년 가장 가슴 아픈 게임"이라고 묘사했다. 그는 이 게임을 스튜디오 지브리의 영화와 비교하며 예술 디자인과 "매우 접근하기 쉽고 깊이 감동적인" 이야기를 전달하는 능력을 칭찬했다. 특히 겨울을 배경으로 하는 게임의 마지막 부분은 비평가들의 찬사를 받았다.
푸시 스퀘어의 Echo Apsey는 게임의 전투와 퍼즐을 칭찬했으며, 게임의 보스전이 "기억에 남고 도전적이며 시각적으로 인상적"이라고 썼다. 그녀는 게임이 새로운 게임플레이 메커니즘을 계속 도입했지만, 일부는 플레이어가 진정으로 즐기기에는 충분히 오래 지속되지 않는다고 지적했다. 엔가젯의 Jessica Conditt는 네바를 "가볍고 반응성이 좋은 플랫폼 게임"이라고 묘사했지만, Rock, Paper, Shotgun의 Alice Bell은 전투의 정확성이 부족하다고 느꼈다.

### 수상 및 후보
| 연도 | 시상식                         | 부문                                             | 결과              | Ref.          |
| ---- | ------------------------------ | ------------------------------------------------ | ----------------- | ------------- |
| 2024 | 더 게임 어워드 2024            | 최우수 미술 감독                                 | 후보              | [ 22 ]        |
| 2024 | 더 게임 어워드 2024            | Games for Impact                                 | 수상              | [ 22 ]        |
| 2024 | 더 게임 어워드 2024            | 최우수 인디 게임                                 | 후보              | [ 22 ]        |
| 2024 | The Steam Awards               | 뛰어난 비주얼 스타일                             | 후보              | [ 23 ]        |
| 2025 | 뉴욕 게임 어워드               | 최우수 인디 게임 Off Broadway 상                 | 후보              | [ 24 ]        |
| 2025 | 제52회 애니상                  | 비디오 게임 캐릭터 애니메이션 부문 최우수 업적상 | 수상              | [ 25 ]        |
| 2025 | 제28회 D.I.C.E. 어워드         | 애니메이션 부문 최우수 업적상                    | 후보              | [ 26 ] [ 27 ] |
| 2025 | 제25회 게임 개발자 선택 어워드 | 최우수 오디오                                    | Honorable mention | [ 28 ]        |
| 2025 | 제25회 게임 개발자 선택 어워드 | 최우수 내러티브                                  | Honorable mention | [ 28 ]        |
| 2025 | 제25회 게임 개발자 선택 어워드 | 최우수 비주얼 아트                               | 후보              | [ 28 ]        |
| 2025 | 제25회 게임 개발자 선택 어워드 | 사회적 영향                                      | 후보              | [ 28 ]        |
| 2025 | 제21회 영국 아카데미 게임상    | 예술적 성과                                      | 수상              | [ 29 ]        |
| 2025 | 제6회 Pégases 어워드           | 최우수 해외 인디 비디오 게임                     | 수상              | [ 30 ]        |
| 2025 | 제6회 Pégases 어워드           | 최우수 비디오 게임                               | 후보              | [ 30 ]        |